# Medelpad
A Medelpad ( PRONÚNCIA), raramente Medelpádia (em latim: Medelpadia), é uma pequena província histórica da Suécia. Está localizada na região histórica da Norlândia, no norte do país, e localizada junto ao mar de Bótnia, circundada pela Ångermanland, Jämtland, Härjedalen e Hälsingland.

Ocupa 2% da superfície total do país e tem uma população de 125 862 habitantes (2023).

É constituída por um planalto antigo, coberto por florestas, rasgado por alguns rios e salpicado por muitos lagos e pântanos.

Como província histórica, Medelpad não possui atualmente funções administrativas, nem significado político, mas está diariamente presente nos mais variados contextos, como por exemplo em Medelpads Diabetesförening (Associação dos Diabéticos de Medelpad), Medelpads idrottsgala (Gala desportiva de Medelpad) e Medelpads Ishockeyförbund (Federação de hóquei no gelo de Medelpad).

## Etimologia e uso
O nome geográfico Medelpad  é composto pelas palavras nórdicas medel (situado no meio) e pad (significado incerto; talvez, terreno baixo e plano, neste caso, entre os rios Indalsälven e Ljungan), significando assim terra entre dois cursos de água.
É chamado Mædhalpadha em sueco antigo durante a Idade Média, e aparece traduzido para latim como Mizalpaz e Medal pada no século XIII.

Em textos em português costuma ser usada a forma original "Medelpad". 

| “ | Depois de Jämtland, Medelpad é a província mais ao norte da Suécia a possuir pedras rúnicas. | ” |

## Província histórica e condados atuais
A província histórica de Medelpad faz toda parte do condado de Västernorrland, o qual inclui ainda partes das províncias históricas de Ångermanland, Hälsingland e Jämtland.

A região histórica da Norlândia (Norrland)
A província histórica de Medelpad
O condado de Västernorrland

## Geografia
A Medelpad é constituída por um planalto coberto por florestas de pinheiros e abetos, com numerosos lagos e pauis, e atravessado pelos rios Ljungan e Indals.
| - Mares: Mar de Bótnia - Rios: Indalsälven e Ljungan - Lagos: Holm - Ilhas: Alnön - Montanhas: Myckelmyrberget (577 m) e Flataklocken (465 m) - Cidades: Sundsvall, Timrå, Ånge |

A montanha de Flataklocken é considerada o centro geográfico da Suécia, estando à mesma distância do ponto mais ao sul do país - Smygehuk na Escânia - como do ponto mais ao norte - Treriksröset na Lapónia.

### Comunas de Medelpad
| Sundsvall | Timrå | Ånge |
| Sundsvall | Timrå | Ånge |

### Cidades
Sundsvall é a maior cidade de Medelpad (2020). 

| 1. Sundsvall (58 477) 2. Timrå (10 549) 3. Ånge (2 852) |

## Economia
A economia tradicional de Medelpad está baseada desde o século XIX na exploracão das florestas e nas indústrias da madeira, tendo a cidade costeira de Sundsvall como centro. 

Hoje em dia, a sua atividade económica continua centrada na cidade de Sundsvall, com importante indústria de madeira - pasta de papel, papel, produtos de madeira e combustíveis biológicos.                                                                                                          Existem também, em vários locais da província, instalações industriais onde são fabricados produtos químicos, plástico e alumínio.                                                                                                                              Muita da energia elétrica utilizada provém de centrais hidro-elétricas nos dois grandes rios da região – Ljungan e Indalsälven.                                                                                                       
Sundsvall dispõe ainda de instituições administrativas e educacionais, como por exemplo a Universidade do Centro (Mittuniversitetet) e o Conselho Central das Bolsas e Estipêndios (Centrala studiestödsnämnden).                                                                        

## Comunicações
A província de Medelpad é atravessada por duas estradas  europeias: a E4 e a E14.
                                                           A E4, vai de norte a sul da província, ao longo da orla costeira, desde Ångermanland até Hälsingland, passando pelas cidades de Timrå e Sundsvall.                                                  
A E14, vai no sentido este-oeste, ligando Sundsvall, junto ao mar Báltico, a Ånge, no interior, e continuando até à Jämtland para ir terminar em Trondheim, na costa atlântica da Noruega.
  
A cidade de Sundsvall tem uma posição central no tráfego ferroviário da província.                                                                     Por ela passa linha de Gävle-Långsele e dela parte a linha de Sundsvall-Ånge.
 
Dispõe do Aeroporto de Sundsvall-Timrå, a 21 km de Sundsvall, a 10 km de Timrå e a 32 km de Härnösand.

Existem dois importantes portos em Sundsvall - Tunadalshamnen e Oljehamnen. 

## Património histórico, cultural e turístico
Alguns pontos turísticos mais procurados atualmente são:
- Cidade de pedra (Stenstaden) em Sundsvall - Núcleo histórico de Sundsvall, reconstruído em pedra, depois do grande incêndio que destruiu a tradicional cidade de madeira em 1888. [26]
- Museu Zoológico de Ånge (Ånge zoologiska museum) - Museu na cidade de Ånge, com animais embalsamados de todo o Mundo, entre os quais lobo e urso. [27]
- Museu ao ar livre Gudmundstjärn - Antiga quinta florestal com várias centenas de anos, com animais à solta no verão. [28]

## Galeria

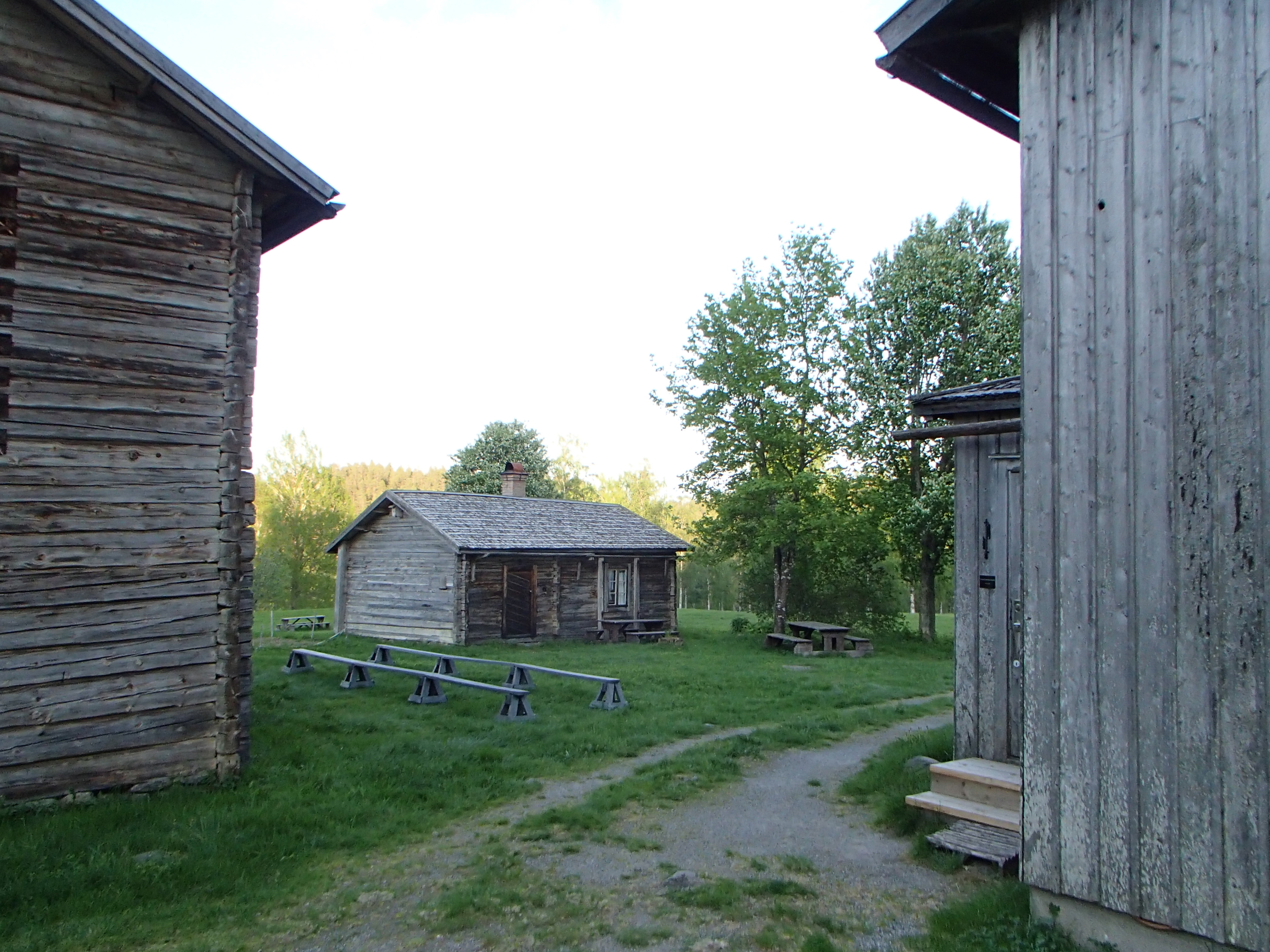
A quinta antiga de Gudmundstjärn
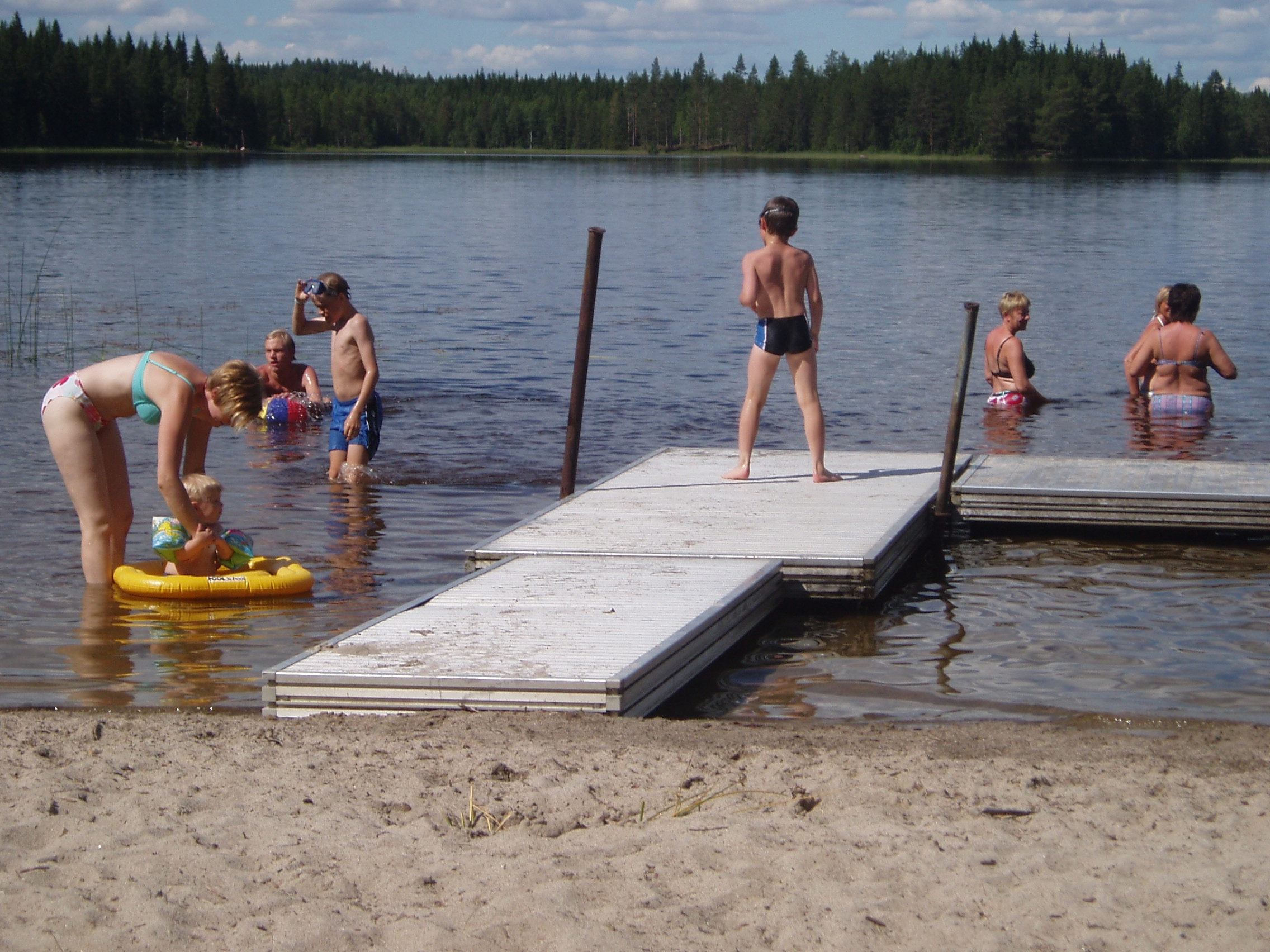
Sítio de banho (badplats) no lago Röjesjön
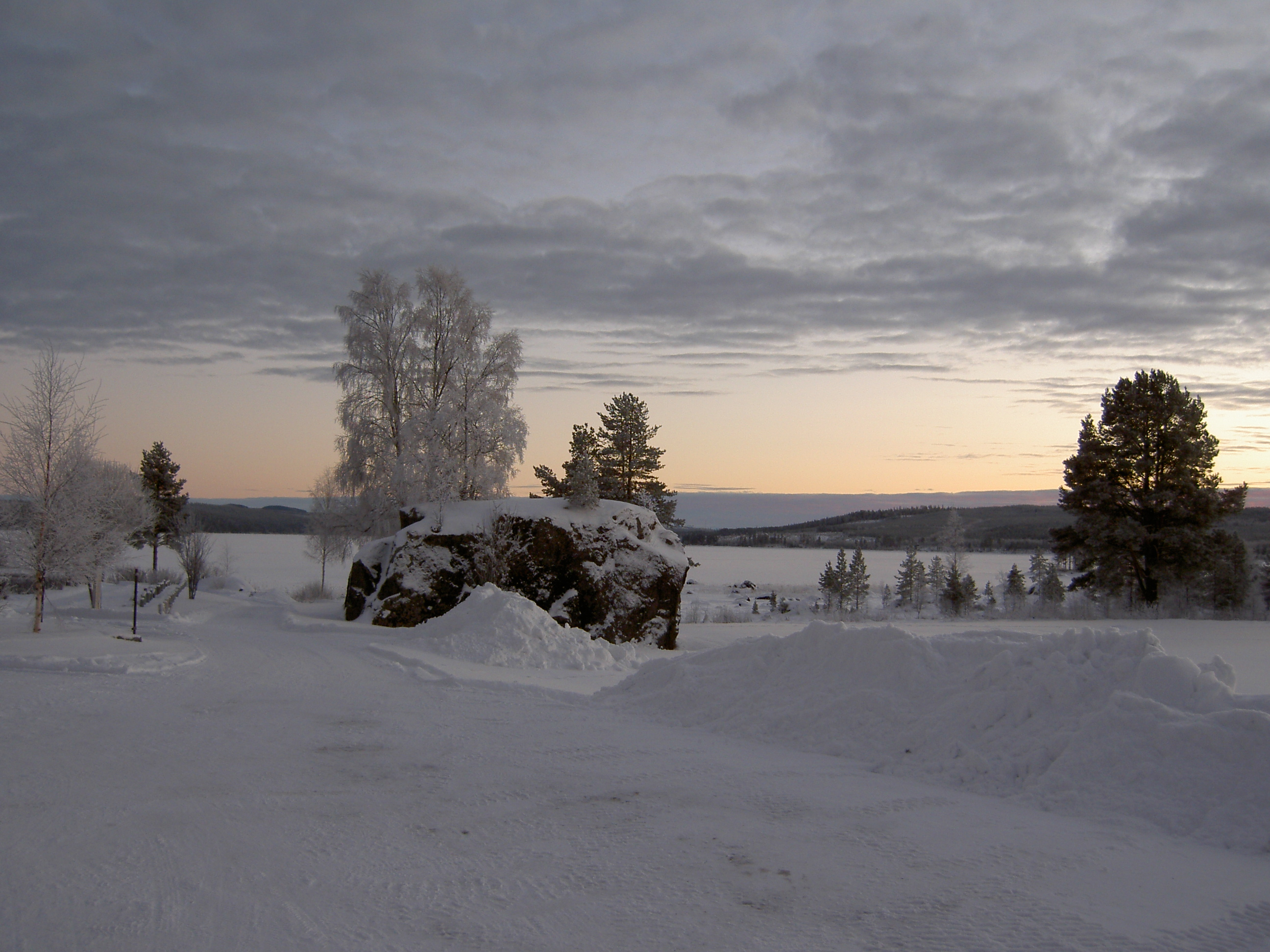
Rochedo glacial de Havra Häll
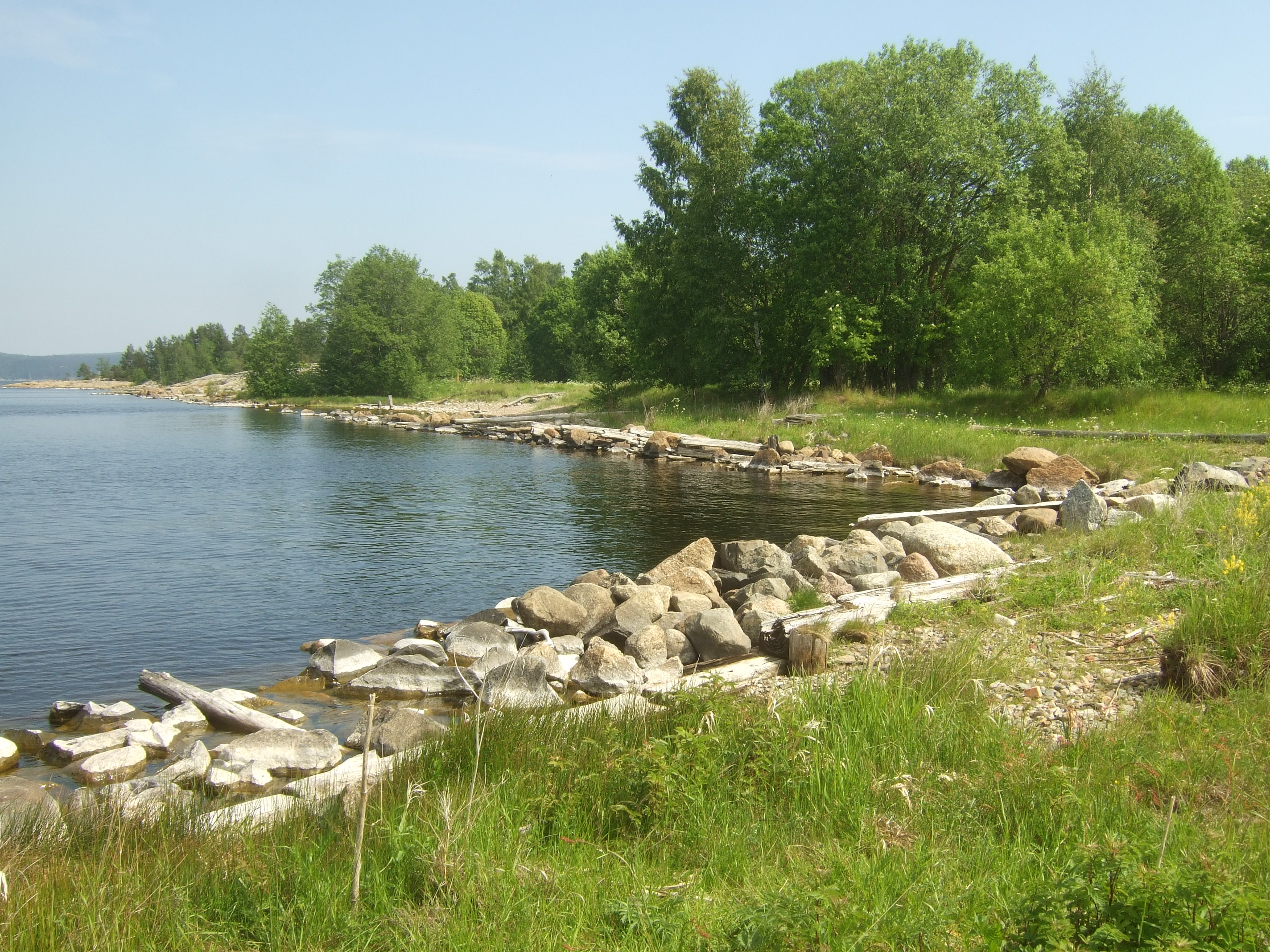
Ilha de Klampenborg
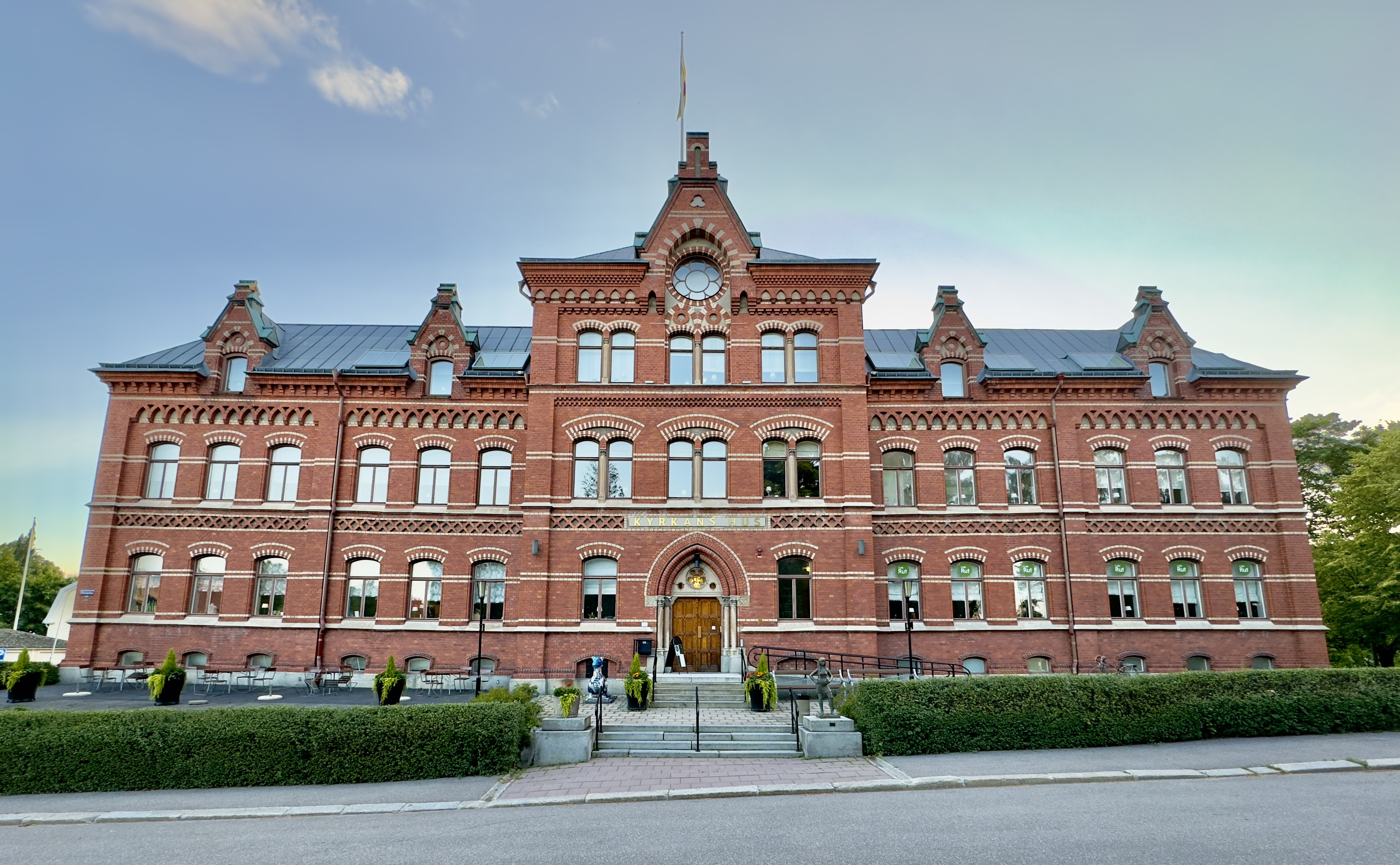
Casa da Igreja (Kyrkans hus) em Sundsvall
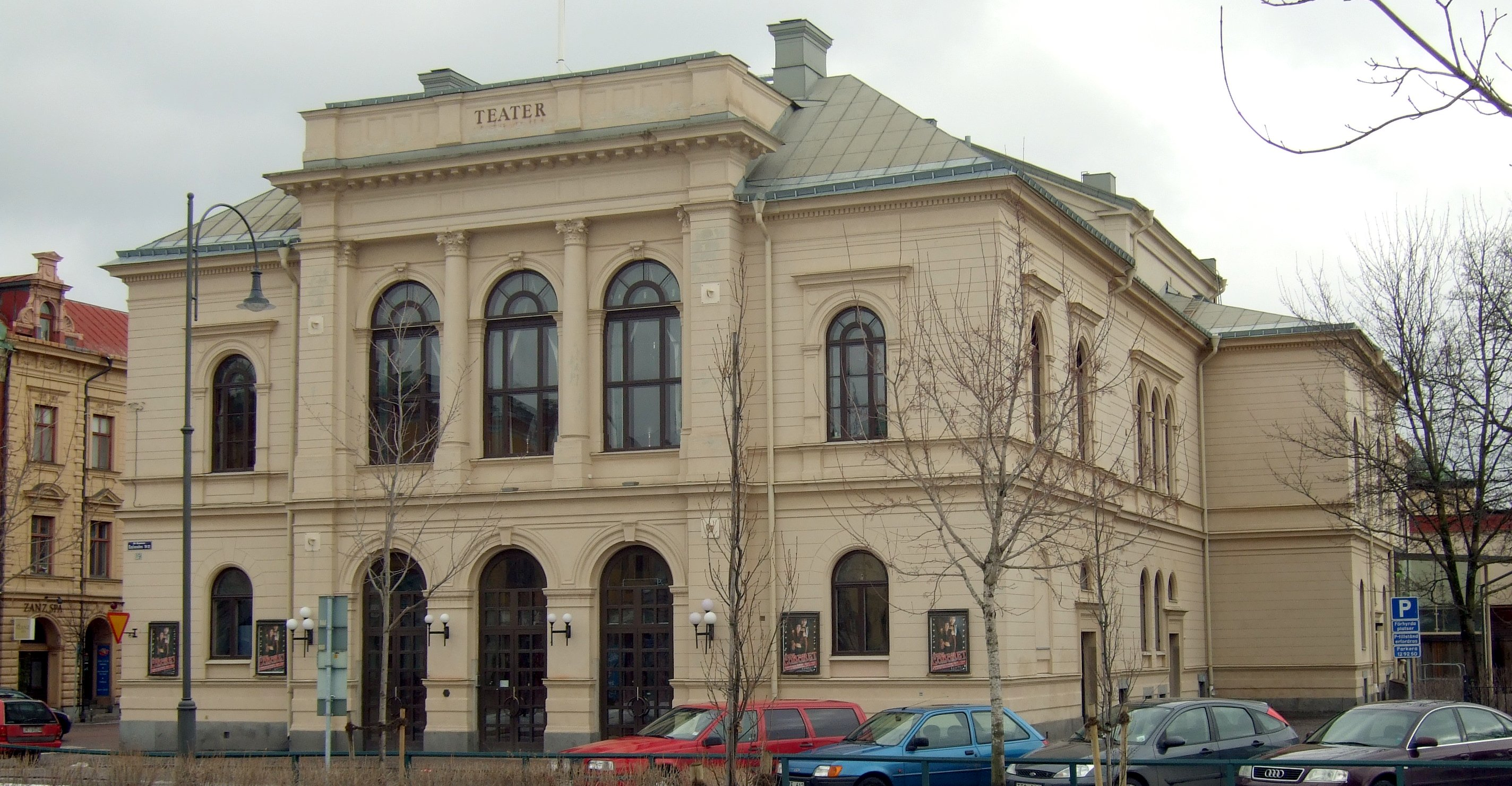
Teatro de Sundsvall